# 山田浩貴
山田 浩貴（やまだ ひろき、1972年7月23日 - ）は、日本の男性声優。岡山県出身。

## 来歴
アクセント附属養成所シャイン（10期生）卒業。アクセント所属。

## 人物
方言は岡山弁。趣味は映画鑑賞、ゲーム、美味しい肉屋めぐり、電化製品、散策。特技はスノーボード、ビリヤード。
オールイン エンタテインメントのプロデューサーである同姓同名の山田浩貴は別人。

## 出演

### テレビアニメ
2012年
- CØDE:BREAKER（鬼桜組組員）
- 絶園のテンペスト 〜THE CIVILIZATION BLASTER〜（兵A、自衛官、隊員）

2013年
- ガイストクラッシャー（隊長 #13）
- 翠星のガルガンティア（アトゥイ号船長）
- よんでますよ、アザゼルさん。Z（警官A）
- RDG レッドデータガール（上岡）

2014年
- 七つの大罪（ヒューゴ、客A、村人C、衛兵B、牢番A、父）
- ブレイドアンドソウル（ゴーグ）

2015年
- 血界戦線（食神、トレンチ姿のレオス）

2017年
- sin 七つの大罪（グノーシス）
- 大正メビウスライン ちっちゃいさん（雄真、店主）
- いぬやしき（タレント、サラリーマン）

2020年
- NOBLESSE -ノブレス-（ハマー）

2024年
- 明治撃剣-1874-（武市熊吉、木戸孝允）

2025年
- キミとアイドルプリキュア♪（カッティー、カッティン）
- クレバテス-魔獣の王と赤子と屍の勇者-（自警団員）

### 劇場アニメ
- スタードライバー THE MOVIE（2013年）
- 映画 プリキュアオールスターズF（2023年、レッサーアーク）

### 吹き替え

#### 映画
2012年
- ウソツキは結婚のはじまり
- スリーデイズ

2013年
- ダブル・トリガー（レイ・ジャフェ〈ジョン・ウエルタス〉）
- パーフェクト・トラップ（ピータース〈クリストファー・マクドナルド〉

2014年
- エクソダス:神と王（衛兵男）
- ガンズ・アンド・ストレンジャー
- フロム・ダスク・ティル・ドーン（フロスト〈フレッド・ウィリアムソン〉）※Netflix版
- ウルフ・オブ・ウォールストリート（ブラッド・ボブニック〈ジョン・バーンサル〉）
- キャプテン・フィリップス（副長）
- 2ガンズ
- バーニング・クロス
- フリーランサー NY捜査線
- デンジャラス・バディ
- マライアと失われた秘宝の謎（グレンデル）
- リディック: ギャラクシー・バトル（モス〈ボキーム・ウッドバイン〉）

2015年
- アロハ
- 激戦 ハート・オブ・ファイト
- 小さな恋のメロディ（ミスター・パーキンス〈ロイ・キニア〉）※新盤DVD/BD版
- ドラフト・デイ
- ナイトクローラー
- 米軍極秘部隊 ウォー・ピッグス（マグリーヴィ〈チャック・リデル〉）
- 誘拐の掟
- ワイルド・スピード SKY MISSION（ヘクター〈ノエル・グーリーエミー〉）

2016年
- X-MEN:アポカリプス
- アイヒマン・ショー/歴史を映した男たち
- クリスマスの願い事（ハンク〈クレイグ・マーチ〉）
- ゲット!マイライフ（ティル保安官〈マイク・エップス〉）
- Dearダニー 君へのうた（トム・ドネリー〈ボビー・カナヴェイル〉）
- チャイルド44 森に消えた子供たち
- ドラゴン・ブレイド（書記官）
- ピザ! PIZZA!
- フォックスキャッチャー事件の裏側
- ボーダーライン（デイヴ・ジェニングス〈ヴィクター・ガーバー〉）
- ノース・ウォリアーズ 魔境の戦い
- マネー・スキャンダル 破滅への欲望（ベンジー・エイカーズ〈クレイグ・ビアーコ〉）
- ムーン・ウォーカーズ（キッドマン〈ロン・パールマン〉）
- ロンゲスト・ライド

2017年
- グランドフィナーレ
- ザ・コンサルタント（長官）
- 死霊のえじき:Bloodline（ピーター〈ルーク・カズンズ〉）
- 朝鮮魔術師（クィモル〈クァク・ドウォン〉）
- ダーティー・コップ（ハリス警部）
- 長く熱い週末（フィル、駅アナ、シェフ、男の声2、警察無線1、パブ男1、ビリー、オフラーティ）
- パージ:大統領令
- バーフバリ 伝説誕生（カーラケーヤ族長〈プラバカール〉）
- ワン・オブ・アス（ヨセフ・ラバポート）

2018年
- ファースト・マッチ（ダレル〈ヤーヤ・アブドゥル＝マティーン二世〉）

2019年
- ブラック・クランズマン

2020年
- ネイビーシールズ: チーム6（ミュール〈イグジビット〉）

2021年
- ボーダーライン: ソルジャーズ・デイ

2022年
- コーダ あいのうた（ブレイディ〈ケヴィン・チャップマン〉）

2023年
- ブラックベリー（ジョン・ウッドマン〈ソウル・ルビネック〉）
- ラスト・キングダム: 死すべき7人の王（シェトランド王〈アッティラ・アルパ〉）

2024年
- ワイルド・スピード（ヘクター〈ノエル・グーリーエミー〉）※ザ・シネマ版
- ハート・オブ・ザ・ハンター（ブレスラー〈ディオン・クッツィエ〉）
- フライ・ミー・トゥ・ザ・ムーン
- インスティゲイターズ 〜強盗ふたりとセラピスト〜
- ナイスガールズ in ニース（マミーシュ〈アントワーヌ・デュレリ〉）
- フォールガイ
- デリヴァランス -悪霊の家-（メルヴィン〈オマー・エップス〉）
- イコライザー THE FINAL
- モンキーマン（アルファ〈ヴィピン・シャルマ〉）
- エア・ロック 海底緊急避難所（ブランドン〈コルム・ミーニイ〉）

2025年
- ザ・バイクライダーズ（ポーリー〈トニー・ドノ〉）
- 戦争のはらわたII（ハウザー二等兵）
- ニッケル・ボーイズ
- ロストブレット3（ヤン）
- Mr.ノボカイン（ジーノ）

#### ドラマ
2005年
- WITHOUT A TRACE/FBI 失踪者を追え! シーズン1

2009年
- HAWAII FIVE-0 シーズン4
- Life 真実へのパズル（ケビン・ティドウェル〈ドナル・ローグ〉）

2011年
- 孫子兵法
- 弁護士イーライのふしぎな日常 シーズン1（フランシス）

2012年
- ボルジア家 愛と欲望の教皇一族 シーズン2

2013年
- イップ・マン
- エレメンタリー ホームズ&ワトソン in NY
- グッド・ワイフ シーズン3
- クローザー シーズン1
- THE FALL 警視ステラ・ギブソン（ブライアン・ストーン〈ジェラルド・ジョーダン〉）

2014年
- 恋するインターン（アルバゲッティ）
- レイ・ドノヴァン ザ・フィクサー（ポテト・パイ〈ウィリアム・スタンフォード・デイヴィス〉）

2015年
- Empire 成功の代償 シーズン1 #3（メル）
- ザ・フォロイング2
- ラスト・キングダム（ヘステン〈ジャップ・B・ラウルセン〉）

2016年
- ヒューマン・ターゲット シーズン1

2017年
- アンブレイカブル・キミー・シュミット シーズン3
- パトリオット ～特命諜報員 ジョン・タヴナー～（カールソン）

2018年
- FBI: 特別捜査班
- Dr.HOUSE シーズン7

2022年
- ロック・アップ・オアシス（カスティージョ）

2023年
- ウォーキング・デッド: ダリル・ディクソン

2024年
- 未成年裁判（ジュンハン）
- El Elegido －選ばれし者－
- フューリー: 闇の番人
- リプリー（エドワード〈フィッシャー・スティーヴンス〉）
- 私立探偵マグナム シーズン5 #5（パトリック）
- NCIS: シドニー（ネイルズ）
- 推定無罪（リアム・レイノルズ〈マーク・ハレリック〉）
- アンブレラ・アカデミー シーズン４
- ビリオネア・アイランド
- グランパは新米スパイ（ジェイレン〈マイルズ・ファウラー〉）
- ヘリコプター・ハイスト 舞い降りた略奪者
- ビフォア（ローレンス〈レニー・ベニート〉）
- ノー・グッド・ディード～麗しの家
- イカゲーム シーズン2

2025年
- バスターズ: ザ・シリーズ
- NCIS ～ネイビー犯罪捜査班 シーズン18（ヒョーク）
- NCIS: オリジンズ（テメット・テンガルカット）
- ランニング・ポイント（スティーブン・ラミレス、グレッグ・ ジョンソン、トニー）
- ランドマン #9（メル〈マット・ピーターズ〉）
- ハッピーフェイス #2（店のオーナー）
- ブラック・ミラー シーズン7 #1,5
- フレンズ&ネイバーズ
- ザ・スタジオ（リル・レル・ハウリー〈本人〉）
- オーバーコンペンセイト ～イケメン男子の自分探し～
- 私たちの青い夏 シーズン3

#### アニメ
- アーケイン（ロリス）
- スクルージ: クリスマス・キャロル
- ペット（デレク）
- チャーリーのゆかいな大冒険

### パチンコ
- CR怨み屋本舗（2015年、情報屋）

### ナレーション
- 塀の中のジュリアス・シーザー（劇場予告）

### ボイスオーバー
- エレンの部屋
- BBC地球伝説（BS朝日）